# Ernst Eduard vom Rath

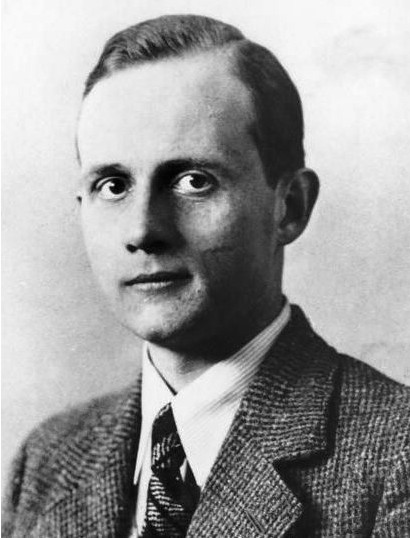
Ernst Eduard vom Rath

Ernst Eduard vom Rath (* 3. Juni 1909 in Frankfurt am Main; † 9. November 1938 in Paris) war ein deutscher Diplomat und Botschaftssekretär in Paris. Das Attentat, das Herschel Grynszpan am 7. November 1938 auf ihn verübte, diente dem nationalsozialistischen Regime als Vorwand für die folgenden Novemberpogrome.

## Leben
Ernst vom Rath war ein Sohn des Beamten und Vorstandsmitglieds einer Zuckerfabrik Gustav vom Rath (1879–1949) und der Doris Böninger (1881–1963). Er besuchte das Gymnasium Kreuzgasse in Köln und das Realgymnasium zu St. Maria Magdalena in Breslau und machte 1928 das Abitur. Das Jurastudium absolvierte er in Bonn, München und Königsberg. 1928 wurde er Mitglied des Corps Palatia Bonn. Der Eintritt in die NSDAP erfolgte am 14. September 1932, in die SA im April 1933. Das Referendariat absolvierte er im preußischen Justizdienst. Im Februar 1934 trat er im Rang eines Attachés in den Auswärtigen Dienst ein, 1935/36 absolvierte er den Vorbereitungsdienst in Paris, zunächst als persönlicher Sekretär seines Onkels, des Ende 1935 verstorbenen Botschafters Roland Köster. Am 24. Juni 1936 bestand er die diplomatisch-konsularische Prüfung und wurde im Generalkonsulat in Kalkutta eingesetzt. Dort erkrankte er im Dezember 1937 nach eigenen Angaben an einer schweren Amöbenruhr und musste deswegen im März 1938 Indien verlassen. Nach seiner Rückkehr nach Deutschland zu einer mehrmonatigen Kur in St. Blasien wegen eines „Darmleidens“ erfolgte am 13. Juli 1938 seine Versetzung an die Botschaft in Paris, wo er am 18. Oktober 1938 zum Legationssekretär ernannt wurde. Entsprechend eidesstattlichen Erklärungen der behandelnden Ärzte litt vom Rath an einer homosexuell übertragenen gonorrhoischen Mastdarmentzündung. Er wählte in Berlin jüdische Ärzte zur Behandlung der Erkrankung, vermutlich um die Wahrscheinlichkeit einer Meldung oder Denunziation zu verringern.

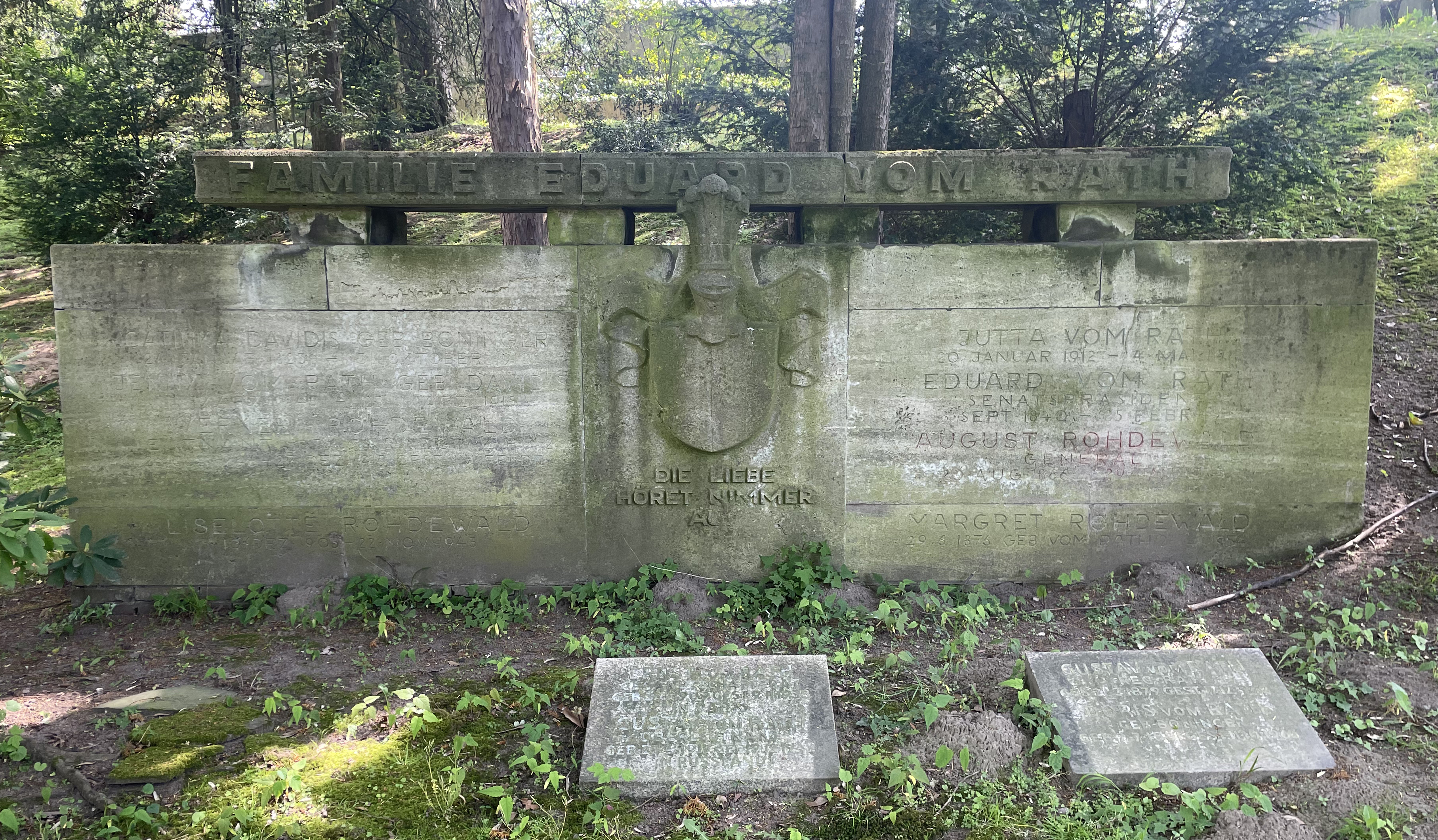
Grabstätte Familie Eduard vom Rath auf dem Düsseldorfer Nordfriedhof

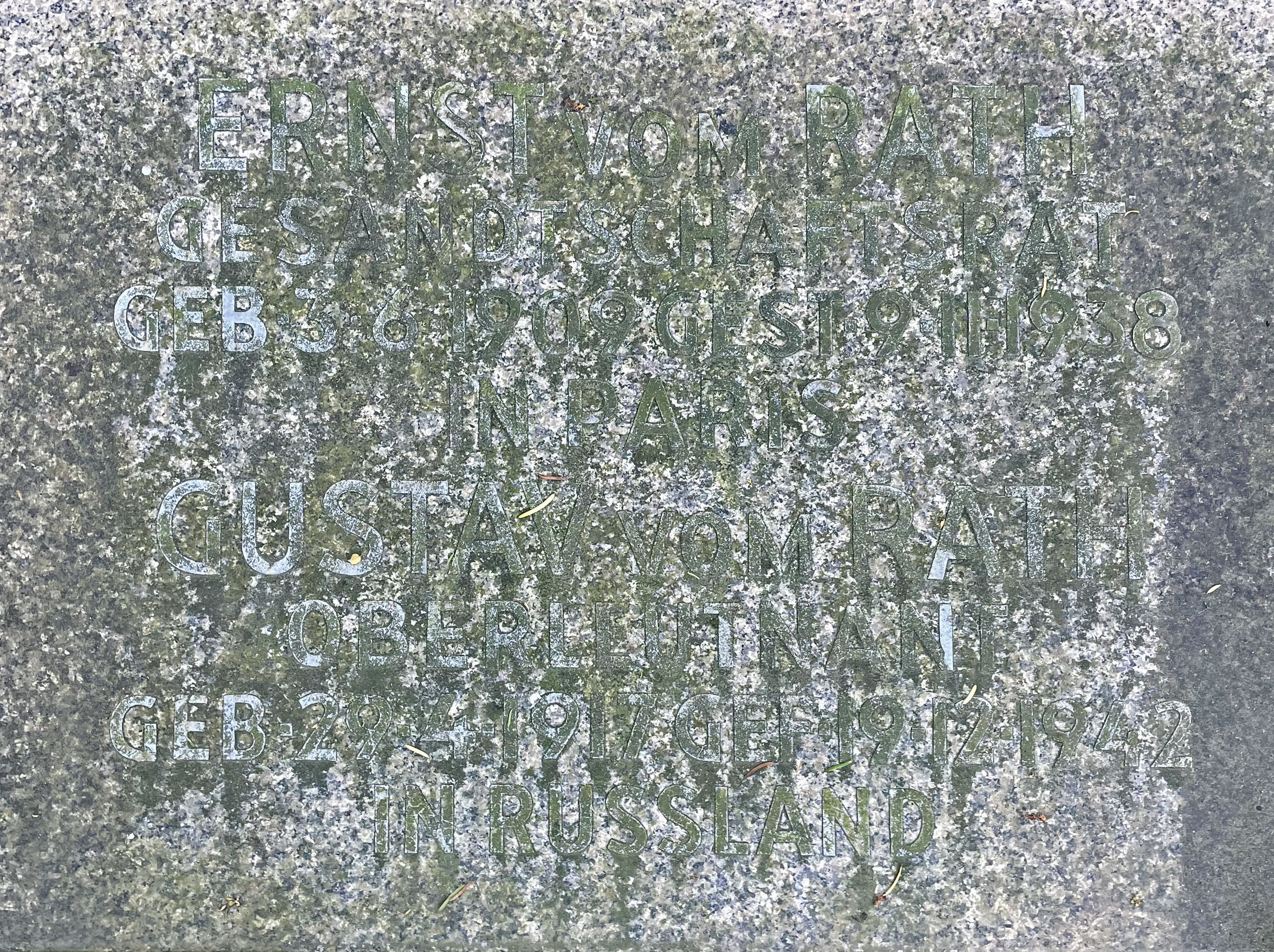
Grabstein Gesandtschaftsrat Ernst vom Rath (1909–1938) und dessen Bruder Oberleutnant Gustav vom Rath (1917–1942), Nordfriedhof Düsseldorf

Im Rahmen der Polenaktion wurden Ende Oktober 1938 etwa 17.000 in Deutschland lebende Juden mit polnischer Staatsbürgerschaft nach Polen abgeschoben. Einige darunter mussten im Niemandsland zwischen Deutschland und Polen verharren, da Polen ihnen die Wiedereinreise verweigerte. Auch Herschel Grynszpans Eltern und seine Schwester Berta, seit Jahrzehnten in Hannover wohnhaft, saßen völlig mittellos in einem Lager im polnischen Zbąszyń. Nachdem Herschel Grynszpan von der Situation seiner Familie erfahren hatte, verschaffte er sich am 7. November Zutritt zum Palais Beauharnais, dem Sitz der deutschen Botschaft, indem er vorgab, „zwecks Abgabe eines wichtigen Dokuments einen Legationssekretär sprechen zu wollen“. Grynszpan gab insgesamt fünf Schüsse auf vom Rath ab, der zuerst an der Schulter getroffen wurde. Eine weitere Kugel durchschlug die Milz. Er wurde in einem Krankenhaus notoperiert. Adolf Hitler schickte am selben Tag seinen Begleitarzt Karl Brandt sowie Georg Magnus aus Münster nach Paris, um die französischen Ärzte zu unterstützen. Vom Rath erlag am 9. November um 17.30 Uhr seinen Verletzungen. Unmittelbar vor seinem Tod wurde vom Rath durch Hitler persönlich zum Gesandtschaftsrat I. Klasse ernannt. Die NS-Führung nahm das Attentat zum Vorwand, brutale Ausschreitungen und Morde an jüdischen Bürgern zu organisieren (siehe Novemberpogrome 1938).
Nach der von Ernst von Weizsäcker in Paris organisierten Trauerfeier und der Überführung des Sarges im Sonderzug über Aachen und Köln fand am 17. November 1938 auf dem Nordfriedhof in Düsseldorf das Staatsbegräbnis für vom Rath in Gegenwart Hitlers statt. Vom Rath galt als Märtyrer und Blutzeuge im Kampf des von den Nationalsozialisten so bezeichneten Weltjudentums gegen das Dritte Reich, es wurde von Fememord gesprochen, den die „Weisen von Zion“ in Auftrag gegeben hätten. Dementsprechend fassten Propaganda-, Außen- und Justizministerium Ende 1941 den Plan, gegen Grynszpan den Prozess zu eröffnen, um zu beweisen, dass die Tat Teil eines umfassenden Plans des internationalen Judentums gewesen sei, die Welt in einen Krieg mit Deutschland zu treiben.
In der Anklageschrift des Oberreichsanwalts vom 16. Oktober 1941 findet sich unter der „Einlassung des Angeschuldigten“ der folgende Vermerk:

„Im Laufe der weiteren Ermittlungen hat er sich dann sogar zu der frechen lügnerischen Behauptung verstiegen, den Gesandtschaftsrat vom Rath bereits längere Zeit vorher kennengelernt zu haben und von ihm mehrmals homosexuell missbraucht worden zu sein.“

Zudem behauptete Grynszpan zeitweise, dass er als Zuhälter für vom Rath tätig gewesen sei, von ihm um die Provision geprellt wurde und homosexuelle Beziehungen zu dem Diplomaten hatte – er nahm diese Behauptung später zwar zurück, aber lediglich in Form einer chiffrierten Notiz.
Aus verschiedenen Quellen war schon 1941 dem Justizministerium und dem Reichssicherheitshauptamt bekannt, dass vom Rath anscheinend tatsächlich in der Homosexuellen-Szene von Paris aktiv war und dort auch Grynszpan kennengelernt hatte, weswegen intern zunehmend Vorbehalte gegen die Eröffnung des Prozesses geltend gemacht wurden. Beispielsweise im Umfeld des Schriftstellers André Gide wurden die homosexuellen Beziehungen zwischen vom Rath und Grynszpan schon Ende 1938 kolportiert.
Zudem wurde Ernst vom Raths Bruder am 6. Juni 1941 wegen „Unzucht mit Männern“ verurteilt.
Es ist nicht auszuschließen, dass vom Rath und Grynszpan sich tatsächlich kannten und dem Mord an vom Rath eine Erpressung – zum Beispiel um Geld oder Reisedokumente – vorausgegangen sein könnte, was auch Hinweise der Eltern von Grynszpan nahelegen.
Goebbels hatte einen Schauprozess gegen den Mörder geplant, um Grynszpan als Handlanger der „internationalen jüdischen Weltverschwörung“ zu entlarven. Dabei sollte auch eine Parallele zum Attentat von Sarajevo 1914 konstruiert werden. Die übereifrige Staatsanwaltschaft machte jedoch den aus der Sicht von Goebbels fatalen Fehler, die Anklageschrift um den Vorwurf der Homosexualität zu erweitern. Nach Goebbels’ Angaben basierte dies lediglich auf einem anonymen Brief „[…] irgendeines jüdischen Emigranten, der die Wahrscheinlichkeit eines homosexuellen Verkehrs zwischen Grünspan und vom Rath offenläßt“; er verwarf die Behauptung als „absurde, typisch jüdische Behauptung“. Dennoch führten die „Entpolitisierung der Tat“ und der Verweis auf das Homosexuellen-Milieu dazu, dass der Prozess aufgeschoben wurde und schließlich nie zustande kam.
Laut dienstlicher Aufzeichnungen des Gesandten Ewald Krümmer rückte Goebbels am 16. April 1942 aus diesen Gründen vom Prozessvorhaben ab, Reichsaußenminister Joachim von Ribbentrop folgte dem aufgrund der Zurückhaltung Hitlers in der Frage und wegen des Krieges am 13. Mai 1942. Es gab insofern nie eine gerichtliche Aufarbeitung des Mordes an vom Rath.